# Let's Go! (近藤真彦の曲)
「Let's Go!」（レッツ・ゴー!）は、近藤真彦の50作目のシングル。
2012年11月21日発売。発売元はソニー・ミュージックレコーズ。

## 概要
前作から約2年9ヶ月振りのシングル。初回生産限定盤、通常盤の2形態で発売。前者は表題曲ビデオクリップ＆メイキング収録のDVD付属。
表題曲「Let's Go!」はテレビ東京系列テレビアニメ『超速変形ジャイロゼッター』主題歌として起用。同アニメ21話「Let's Go! ラリーでかっとばせ!」では挿入歌としても起用された。

## 収録曲
1. Let's Go!
作詞：ジョー・リノイエ、矢住夏菜 / 作曲・編曲：ジョー・リノイエ
テレビ東京系アニメ『超速変形ジャイロゼッター』オープニングテーマ。
2. 記憶のアルバム
作詞・作曲・編曲：ジョー・リノイエ
3. Let's Go!(オリジナルカラオケ)
4. 記憶のアルバム(オリジナルカラオケ)